# Mortal Kombat: Armageddon
Mortal Kombat: Armageddon és un videojoc de la saga Mortal Kombat desenvolupada per Midway Games. Aquest joc representa una continuació directa de Mortal Kombat: Deception. El joc ha venut més de dos milions de còpies arreu del món.
Les plataformes designades per a aquest joc són PlayStation 2 i Xbox el 2006 i Wii el 2007.

## Argument
Hi ha hagut molts lluitadors de gran poder amb el pas dels mil·lennis. Després de diverses eres de Mortal Kombat s'ha causat un gran desgast en els regnes. El punt crític finalment s'ha assolit.
Es va predir que els combatents algun dia serien molt poderosos i massa nombrosos. Si se'ls permetés seguir sense control, els intensos combats afeblirien i trencarien els regnes, portant l'Apocalipsi.
Els Déus Avis van exigir la creació d'una salvaguarda per evitar la destrucció total ... una que valdria de la insaciable set de sang dels lluitadors. Com arnes cap a la flama del foc ells seran atrets a lluitar. A l'àpex de la destrucció, les aliances es trencaran, i els passats odis seran revifats. Finalment, es lliurarà la batalla final on començarà l'Harmagedon.

## Jugabilitat
Pel que fa a l'eix principal del joc, la manera Kombat, reutilitza tant el motor gràfic com el de la jugabilitat de MK Deception, però amb substancials millores i afegits. Ara podem dur combat a l'aire, i fer combos frenètics mentre els lluitadors estan a diversos metres per sobre del sòl.
També hi ha un nou sistema d'aturar atacs amb moviments "Parry", que s'afegeixen als "combo breakers" de MK Deception. Els "Parry" requereixen certa intuïció, ja que cal efectuar just abans que el contrari atac, i així, poder fer girar la truita.
I sense oblidar que pots lluitar contra altres jugadors en el mode "MK en línia".
A més, el joc compta amb un nou MiniGame: Motor Kombat (Kombat Motoritzat en espanyol) que consisteix en curses de bòlids al més estil Mario Kart utilitzant els personatges: Baraka, Sub-Zero, Scorpion, Mileena, Kitana, Bo 'Rai Cho, Cyrax, Jax, Johnny Cage o Raiden i utilitzar moviments especials corresponents al personatge que triïs. Pots córrer a 5 diferents pistes: Botan Jungle, Bo 'Rai Cho's Brewery, Outworld Refinery, Lin Kuei Raceway i Lost Pyramid.

## Crea un lluitador
El plat fort d'aquest joc és el que els desenvolupadors denominar Krea un lluitador, en aquesta opció el jugador pot crear el seu lluitador donant-li el seu estil i arma. El millor d'aquesta opció és el fet que el jugador pot recrear el personatge d'altres sagues com Street Fighter, Final Fantasy, King of Fighters, Ghost Rider i fins i tot a personatges de Bola de Drac i fins a Lara Croft entre d'altres

## Personatges
| - Ashrah - Baraka - Blaze - Chameleon - Bo' Rai Cho - Cyrax - Daegon - Dairou - Darrius - Drahmin - Ermac - Frost - Fujin - Goro - Havik - Hotaru | - Hsu Hao - Jade - Jarek - Jax - Johnny Cage - Kabal - Kai - Kano - Kenshi - Kintaro - Kira - Kitana - Kobra - Kung Lao - Li Mei | - Liu Kang - Mavado - Meat - Mileena - Mokap - Moloch - Motaro - Nightwolf - Nitara - Noob Saibot - Onaga - Quan Chi - Raiden - Rain - Reiko - Reptile | - Sareena - Scorpion - Sektor - Shang Tsung - Shao Kahn - Sheeva - Shinnok - Shujinko - Sindel - Smoke - Sonya - Stryker - Sub-Zero - Tanya - Taven - Khameleon (només en Wii) |